# Luthergedenkstätten in Eisleben und Wittenberg
Luthergedenkstätten in Eisleben und Wittenberg ist ein Sammelbegriff historischer Wirkungsstätten des Reformators Martin Luther, die sich in den Lutherstädten Eisleben und Wittenberg befinden. Sie wurden 1996 in die Welterbeliste der UNESCO aufgenommen. Zudem sind sie im Blaubuch der Bundesregierung aufgeführt und gehören zu den kulturellen Leuchttürmen in Deutschland. Vier der sechs zum Welterbe zählenden Luthergedenkstätten gehören der 1997 gegründeten Stiftung Luthergedenkstätten in Sachsen-Anhalt.

## Welterbestätten in der Lutherstadt Eisleben
Zum Welterbe in der Lutherstadt Eisleben gehören:
- Geburtshaus
- Sterbehaus

## Welterbestätten in der Lutherstadt Wittenberg
Zum Welterbe in der Lutherstadt Wittenberg gehören:
- Lutherhaus
- Melanchthonhaus
- Schlosskirche
- Stadtkirche